# Алдя
Алдя (рум. Aldea) — село у повіті Харгіта в Румунії. Входить до складу комуни Мертініш.
Село розташоване на відстані 208 км на північ від Бухареста, 31 км на південний захід від М'єркуря-Чука, 67 км на північ від Брашова.

## Населення
За даними перепису населення 2002 року у селі проживали 375 осіб, з них 374 особи (99,7%) угорців. Рідною мовою 374 особи (99,7%) назвали угорську.